# Margarida Rugall
Margarida Rugall (Pallars Jussá, hacia 1500 - Sort, 1549) fue una sanadora y comadrona también conocida como na Rugalla, acusada de bruja. Fue una campesina, ama de casa y madre viuda.

## Biografía
Margarida Rugall nació a principios del siglo XVI en uno de los pueblos de la Coma de Mont-rós (actual Vall Fosca). A lo largo de su vida adulta, fue juzgada varias veces por bruja y finalmente sentenciada como tal el 4 de enero de 1548, ante un tribunal civil presidido por el procurador general del Marquesado de Pallars. 
Gracias a los testigos de la encuesta llevada a cabo en el juicio, así como a las declaraciones mismas de Margarida, podemos reconstruir la biografía de esta figura excepcional. Margarida era originaria de casa Rugall de la Coma de Montrós, la cual abandonó de joven para casarse en un pueblo del abadiato de Gerri de la Sal. Poco después quedó viuda y con un hijo y se vio obligada a regresar a la Coma. Margarida se instaló un tiempo en Mont-rós en casa de un familiar y finalmente en Paüls, en casa de su hermano Pere Rugall. Su regreso al pueblo estuvo ya rodeado de un aire de sospecha, dada la coincidencia en el tiempo de su llegada con una Caza de brujas que se estaba llevando a cabo en el abadiato de Gerri.
Esta situación fue posiblemente la que le hizo abandonar la Coma e irse a Lérida cuando, en torno a 1528, vinieron a cazar brujas a la Coma de Mont-rós. En Lérida fue encarcelada acusada de bruja, pero pudo eludir el juicio por estar embarazada. Una vez libre, Margarida volvió a Paüls con su familia. A lo largo de su vida fue juzgada varias veces por bruja, hasta que fue detenida, procesada, y el 4 de enero de 1548 condenada por bruja en el castillo de Sort junto con otra mujer y tres hombres de la Coma de Mont-rós.
Por el texto de su proceso sabemos que la vida y la práctica real de esta mujer se alejaban bastante de los estereotipos sobre brujería de la época, demostrando en cambio un amplio conocimiento sobre los remedios y la cura de los cuerpos. Sus vecinos se refieren a ella como “médica” y explican como con ciertas hierbas y oraciones había curado a varias personas en la Coma, especialmente niños. Ella misma habla de su trabajo de comadrona y de curadora, utilizando elementos como por ejemplo hierbas, aceite, lana, cera o incienso, así como varias bebidas para mujeres o antídotos para venenos. Margarida llega incluso a narrar un ritual de curación consistente en recitar una oración sobre los cabellos o las cintas de las personas enfermas, el dolor de las cuales se carga sobre sus hombros mientras disminuye en aquellas.
Estas prácticas curativas de tipo tradicional fueron perseguidas en el contexto de la caza de brujas moderna, y contrastan con la presencia de una nueva figura, la de los médicos vinculados a la nueva ciencia médica universitaria. Margarida Rugall representa pues una más de los miles de mujeres herederas de una determinada visión del mundo que incluía una práctica de la salud de tipo mágico-medicinal; mujeres que serían perseguidas y condenadas en un momento de imposición de un nuevo orden simbólico, poniendo así las bases mentales de la modernidad.
Los documentos existentes que nos dan conocimiento de estos hechos, no permiten certificar la ejecución de Margarida a pesar de haber sido condenada, puesto que falta el último folio de la condena. Sabemos aun así que 28 años después de aquellos hechos, se llevó a cabo una nueva cacería de brujas en la Coma de Mont-rós. En ella se detuvo e interrogó a una mujer de avanzada edad, de nombre Margarida Rugall y de la cual los testigos aseguraban que había estado presa tiempo atrás en el castillo de Sort acusada de bruja.